# Unité urbaine d'Origny-Sainte-Benoite
L'unité urbaine d'Origny-Sainte-Benoite est une unité urbaine française centrée sur Origny-Sainte-Benoite, commune du nord-ouest du département de l'Aisne.

## Situation géographique
L'unité urbaine d'Origny-Sainte-Benoite est située dans le nord-ouest du département de l'Aisne, dans l'arrondissement de Saint-Quentin. Elle est située à l'ouest de la région Grand Est et au nord de l'Île-de-France, dans la région des Hauts-de-France.
Traversée par la route départementale 1029, Origny-Sainte-Benoite est le centre urbain principal de sa petite agglomération, même si elle se situe à proximité de Ribemont à 5 km et de son unité urbaine, dont elle est limitrophe.
Elle est située à 15 km de Saint-Quentin, sous-préfecture de l'arrondissement, à 32 km de Laon, préfecture du département de l'Aisne.

## Données générales
En 2020, selon l'INSEE, l'unité urbaine d'Origny-Sainte-Benoite est composée de trois communes, toutes situées dans le département de l'Aisne, plus précisément dans l'arrondissement de Saint-Quentin.
En 2022, avec 2 986 habitants, elle constitue la seizième unité urbaine du département de l'Aisne, se classant loin après les unités urbaines de Saint-Quentin (1er rang départemental) et de Soissons (2e rang départemental) et de Laon (3e rang départemental). Elle est la sixième petite unité urbaine du département, derrière celle de Saint-Michel et d'Étreux, mais elle devance celle de Fère-en-Tardenois et de Fresnoy-le-Grand dans le département de l'Aisne.
En 2022, sa densité de population qui s'élève à 70 hab/km2 en fait une unité urbaine peu densément peuplée mais nettement moins élevée que celles de Saint-Quentin (1 281 hab/km2) et de Soissons (766 hab/km2).
L'unité urbaine d'Origny-Sainte-Benoite fait partie de l'aire urbaine de Saint-Quentin.

## Délimitation de l'unité urbaine de 2020
En 2020, l'INSEE a procédé à une révision des délimitations des unités urbaines de la France ; celle d'Origny-Sainte-Benoite a conservé son périmètre de 2010. Lors de la précédente révision en 2010, elle n'a reçu aucune modification par rapport au zonage de 1999 et compte trois communes urbaines.

### Liste des communes
La liste ci-dessous comporte les communes appartenant à l'unité urbaine d'Origny-Sainte-Benoite selon la nouvelle délimitation de 2020 et sa population municipale en 2022 :
| Code Insee | Nom                   | Type         | Superficie (km2) | Population (hab.) | Densité (hab./km2) |
| ---------- | --------------------- | ------------ | ---------------- | ----------------- | ------------------ |
| 02503      | Mont-d'Origny         | Banlieue     | 13,52            | 832               | 61,5               |
| 02575      | Origny-Sainte-Benoite | Ville-centre | 23,30            | 1 612             | 69,2               |
| 02741      | Thenelles             | Banlieue     | 6,99             | 542               | 77,5               |

## Évolution démographique
L'unité urbaine d'Origny-Sainte-Benoite affiche une évolution démographique en déclin constante. Elle compte 4 090 habitants en 1968. Après avoir passé en dessous du seuil démographique des 3 500 habitants en 1990, elle atteint les 3 169 habitants en 2007 puis les 3 082 habitants en 2017.
| 1968  | 1975  | 1982  | 1990  | 1999  | 2007  | 2012  | 2017  |
| ----- | ----- | ----- | ----- | ----- | ----- | ----- | ----- |
| 4 090 | 3 836 | 3 600 | 3 402 | 3 258 | 3 169 | 3 138 | 3 082 |